# Накнек (Аляска)
Накнек (англ. Naknek) — переписна місцевість (CDP) в США, в окрузі Бристол-Бей штату Аляска. Населення — 470 осіб (2020).

## Географія
Накнек розташований за координатами 58°47′55″ пн. ш. 156°54′17″ зх. д. / 58.79861° пн. ш. 156.90472° зх. д. (58.798573, -156.904680).  За даними Бюро перепису населення США в 2010 році переписна місцевість мала площу 212,92 км², з яких 211,21 км² — суходіл та 1,71 км² — водойми.

## Демографія
Згідно з переписом 2010 року, у переписній місцевості мешкали 544 особи в 231 домогосподарстві у складі 139 родин. Густота населення становила 3 особи/км².  Було 460 помешкань (2/км²).
Расовий склад населення:
| - 44,5 % — білих - 30,3 % — корінних американців - 0,4 % — вихідців з тихоокеанських островів - 0,4 % — азіатів |

До двох чи більше рас належало 24,1 %. Частка іспаномовних становила 2,6 % від усіх жителів.
За віковим діапазоном населення розподілялося таким чином: 23,0 % — особи молодші 18 років, 68,0 % — особи у віці 18—64 років, 9,0 % — особи у віці 65 років та старші. Медіана віку мешканця становила 43,9 року. На 100 осіб жіночої статі у переписній місцевості припадало 109,2 чоловіків;  на 100 жінок у віці від 18 років та старших — 119,4 чоловіків також старших 18 років.
Середній дохід на одне домашнє господарство  становив 89 231 долар США (медіана — 79 750), а середній дохід на одну сім'ю — 97 014 долари (медіана — 89 792). Медіана доходів становила 68 571 долар для чоловіків та 47 917 доларів для жінок. За межею бідності перебувало 3,9 % осіб, у тому числі 5,8 % дітей у віці до 18 років та 0,0 % осіб у віці 65 років та старших.
Цивільне працевлаштоване населення становило 312 осіб. Основні галузі зайнятості: освіта, охорона здоров'я та соціальна допомога — 23,7 %, транспорт — 13,5 %, мистецтво, розваги та відпочинок — 12,5 %, сільське господарство, лісництво, риболовля — 12,5 %.